# Burón
Burón é um município da Espanha na província de León, comunidade autónoma de Castela e Leão, de área 157,51 km² com população de 379 habitantes (2004) e densidade populacional de 2,41 hab/km².

## Demografia
| Variação demográfica do município entre 1991 e 2004 | Variação demográfica do município entre 1991 e 2004 | Variação demográfica do município entre 1991 e 2004 | Variação demográfica do município entre 1991 e 2004 |
| --------------------------------------------------- | --------------------------------------------------- | --------------------------------------------------- | --------------------------------------------------- |
| 1991                                                | 1996                                                | 2001                                                | 2004                                                |
| 550                                                 | 415                                                 | 381                                                 | 379                                                 |